# Клієнтська держава
Клієнтська держава — держава, яка економічно, політично чи військовим чином підпорядковане іншій, найвпливовішій державі. 
Існують такі типи клієнтських держав: держава-сателіт, асоційована держава, маріонеткова держава, неоколонія, протекторат, васальна держава і данницька держава.

## Клієнтські держави в історії

### Персія, Греція та Рим
Давні держави, такі як Персія та давньогрецькі міста-держави, створювали клієнтські держави, підпорядковуючи правителів цих держав. Наприклад, Стародавні Афіни змушували слабші держави вступати у Делоський союз, й у деяких випадках нав'язували їм демократичне правління. Пізніше Філіп II Македонський створив Коринфський союз. 
Найширше використовувала клієнтські відносини Римська республіка, яка часто замість завоювання держави з подальшим її поглинанням Імперією воліла робити з переможених клієнтські держави (наприклад, Деметрій Фароський). Іноді клієнт не був колишнім ворогом, а претендентом, якому допомагав Рим, (відомий приклад — Ірод I Великий). 
Використання клієнтських держав тривало й у середні віки.

### Османська імперія

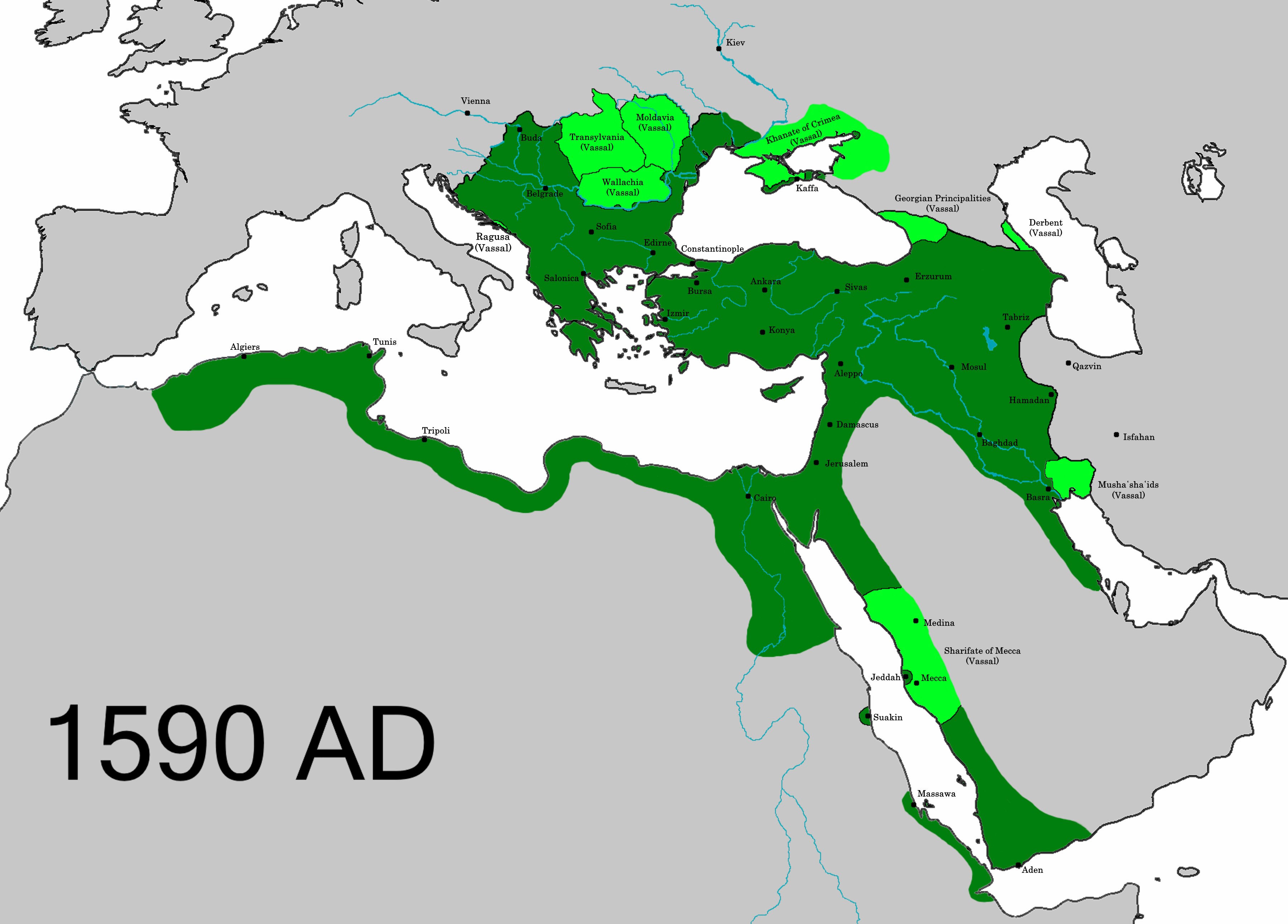
Васальні держави та держави-данники Османської імперії в 1590 році

Кількість держав-данників або васальних держав змінювалася з часом, але помітними були Кримське ханство, Волощина, Молдавія, Трансильванія та шаріфат Мекки.

### Російська імперія
Австро-Угорська імперія намагалася зробити із Сербії клієнтську державу для того, щоб сформувати християнську опозицію Османській імперіїї, але після травневого перевороту 1903 року Сербія потрапила під вплив Росії, яка формувала панправославну опозицію католицизму, представленому Австро-Угорською імперією.
У 1914 році Росія неодноразово застерігала Австро-Угорську імперію від нападу на Сербію. 
Коли вона напала, Росія мобілізувала свою армію. 

Росія також намагалась зробити Болгарію 
 
та Чорногорію 

клієнтськими державами.
Велика Британія та Австро-Угорська імперія розглядали Сербію клієнтською державою, контрольованою Росією. 

### Перша французька імперія

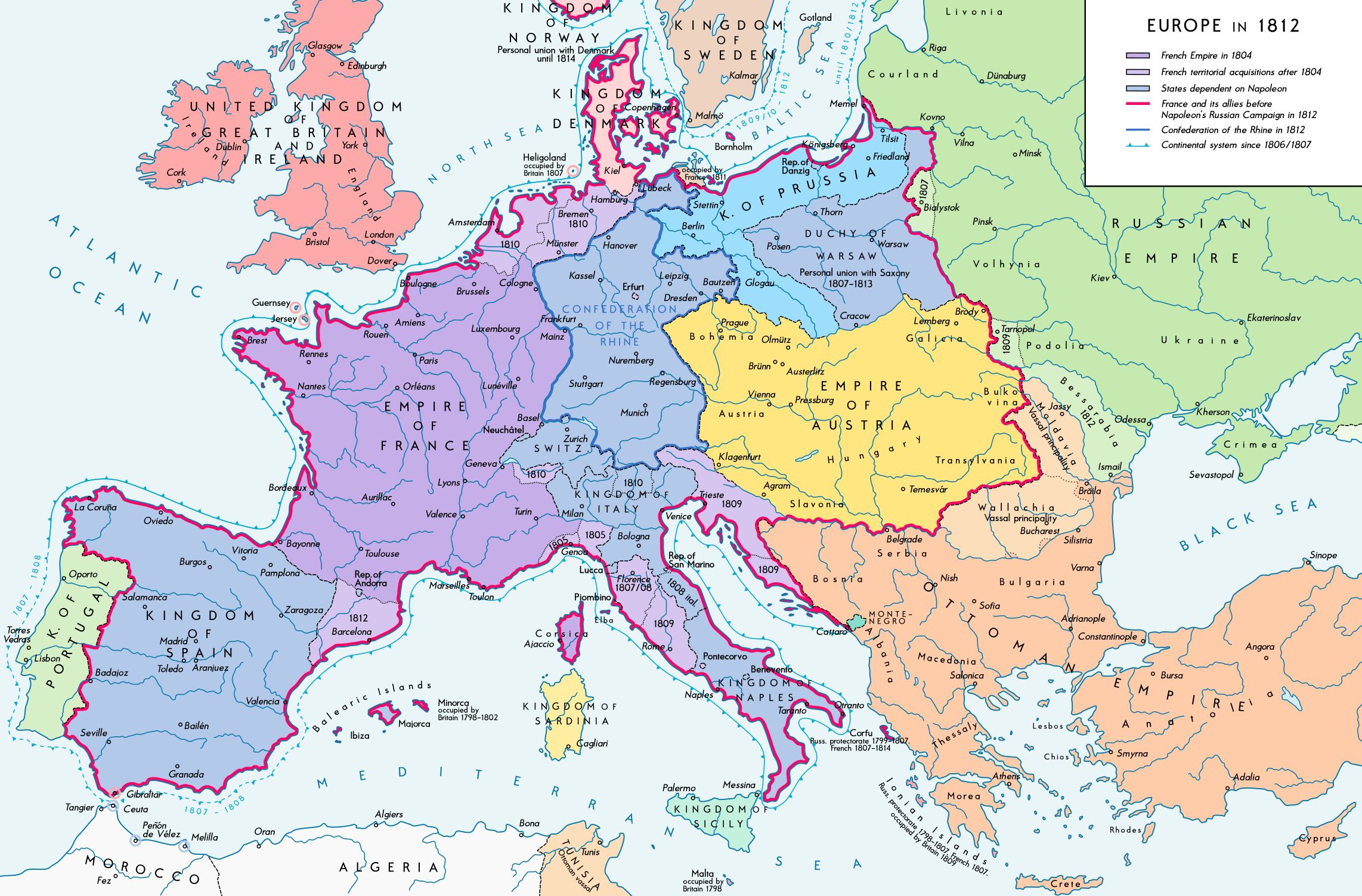
Перша Французька імперія та французькі держави-сателіти в 1812 році

За часів революційної та наполеонівської епох Франція завоювала більшу частину Західної Європи та створила кілька клієнтських держав. 
Спочатку під час французьких революційних воєн ці держави були створені як республіки (так звані "дочірні республіки", або "республіки-сестри"). Вони були створені  в Італії (Цизальпійська республіка в Північній Італії, Партенопійська республіка в Південній Італії), Греції (Іонічні острови), Швейцарії (Гельветійська республіка та Роданська республіка), Бельгії та Нідерландах (Батавська республіка).
За часів Першої французької імперії, коли Наполеон та французька армія завоювали Європу, ці держави змінилися, а також з'явилося кілька нових держав. Італійські республіки були перетворені на Італійське королівство під прямим правлінням Наполеона на півночі і Неаполітанське королівство на півдні, під правлінням спочатку Жосефа Бонапарта, а потім маршала імперії Йоахіма Мурата. На Італійському півострові була створена третя держава — Етрурське королівство. Батавська республіка була замінена Голландським королівством, яким правив третій брат Наполеона Людовик I Бонапарт. 
Західний берег річки Рейн був анексований і став частиною Французької імперії. Загалом 35 німецьких держав, усі вони були союзниками Франції, відокремилися від Священної Римської імперії, щоб створити Рейнський союз, клієнтську державу, створену для забезпечення буфера між Францією та двома її найбільшими ворогами на сході, Пруссією та Австрією. Дві з цих держав були витворами Наполеона: величезне Вестфальське королівство, яке контролювалося Жеромом Бонапартом, молодшим братом імператора; і Велике герцогство Вюрцбурзьке.
Іспанія стала клієнтською державою після французького вторгнення на Іберійський півострів; клієнтською державою (протекторатом) було і Варшавське герцогство.

### Франція після деколонізації
У ХХ столітті Франція мала сферу впливу, або Françafrique, на свої колишні африканські колонії і певною мірою на колишні бельгійські колонії в Африці (які також були франкомовними). Цей термін іноді використовується принизливо, щоб охарактеризувати відносини з Францією як неоколоніальні. 
Колишні колонії постачають нафту та корисні копалини, важливі для французької економіки, а в деяких французькі компанії мають комерційні інтереси.

### Британська імперія

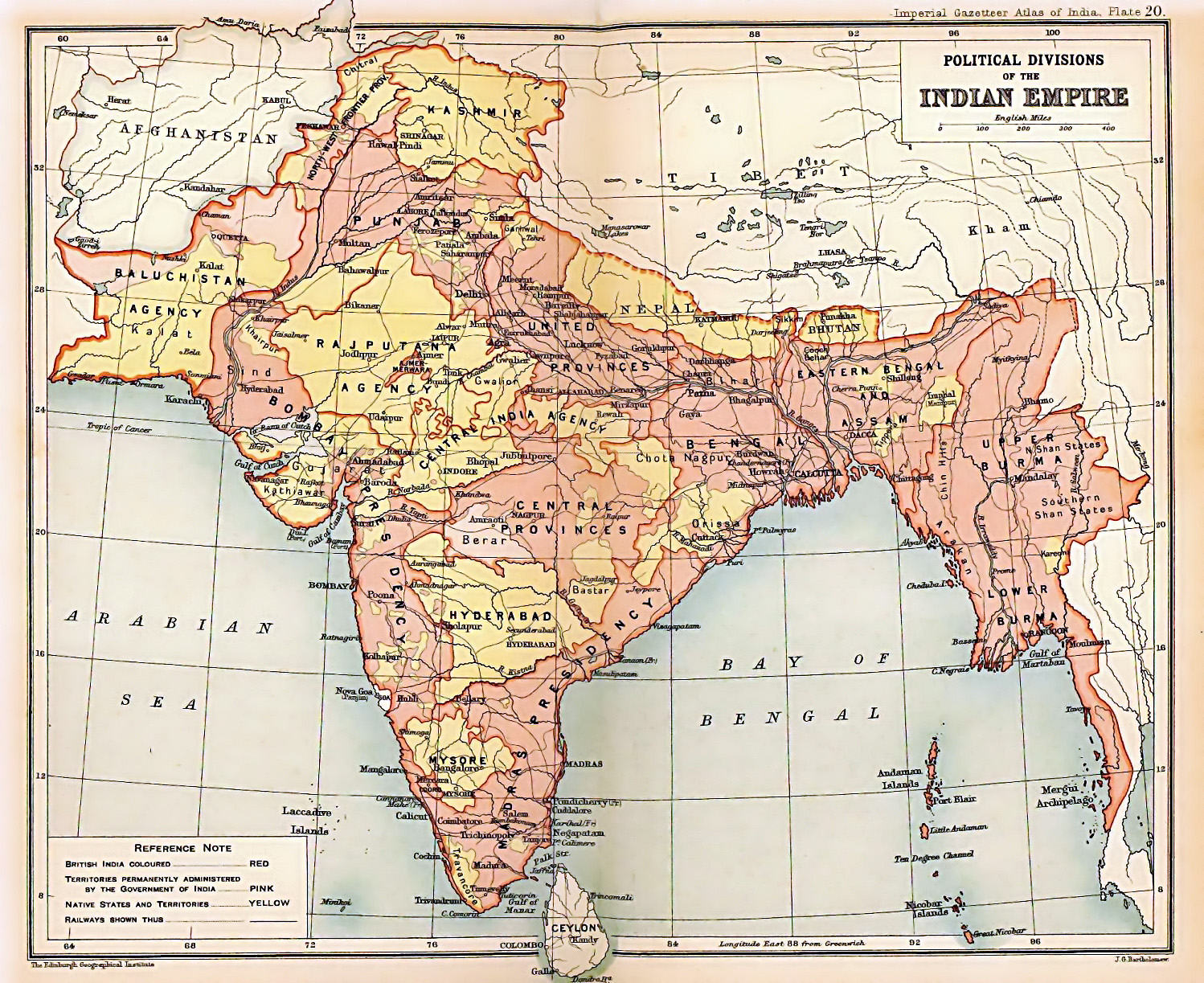
Карта Британської Індії 1909 року. Тубільні князівства позначено жовтим кольором.

Індійські тубільні князівства були номінально суверенними утвореннями Британської імперії, і в 1947 році їм було надано вибір або приєднатися до незалежної Індії чи Пакистану, або отримати незалежність (Нізам Гайдарабада дійсно вирішив здобути незалежність, але його королівство було анексовано індійськими військами в 1948 році). 
Незалежність Єгипту в 1922 році припинила його короткотривалий статус британського протекторату, а Ірак став королівством у 1932 році. Але в обох випадках економічна та військова реальність не означала повної незалежності, а статус, коли місцеві правителі були британськими клієнтами. 
Інші приклади: Північна Нігерія під керівництвом лорда Лугарда і Нефедеративні малайські держави.

### Німеччина
Після поразки Франції у битві за Францію Вішістська Франція була заснована як клієнтська держава Гітлерівської Німеччини, яка залишалася такою до 1942 року, коли її було зведено до маріонеткового уряду до її скасування в 1944 році. 
Німеччина створила на своїх щойно завойованих територіях клієнтські держави:
- Вішістська Франція
- Незалежна держава Хорватія
- Перша словацька республіка (1939–1945)
- Албанське королівство (1943–44)

### Сполучені Штати Америки
Термін застосовувався до авторитарних режимів, тісно пов’язаних зі Сполученими Штатами під час холодної війни, які також називають державами-посередниками США, наприклад Південний В'єтнам, Іран до 1979 року, Камбоджа за режиму Лон Нола в 1970 — 1975 роках та Філіппіни під керівництвом Фердинанда Маркоса в 1965 — 1986 роках.
- Китай (1945–1979, з 1949 на острові Тайвань )
- Кхмерська республіка (1970–1975)
- Філіппіни[en] (1965–1986)
- Південна Корея (1948–1953)
- Південний В'єтнам (1955–1975)

Термін також застосовувався до держав, які надзвичайно економічно залежать від могутнішої нації. 
Три країни Тихого океану, асоційовані зі Сполученими Штатами відповідно до Договору про вільну асоціацію (Федеративні Штати Мікронезії, Маршаллові острови та Палау), називаються клієнтськими державами. 

### Японія

Розташування Маньчжоу-го (червониv) у сфері впливу Японської імперії в 1939 році

Наприкінці ХІХ століття Японська імперія поступово знизила статус Чосонcької Кореї до статусу клієнтської держави. 
На початку ХХ століття Корея зазнала окупації.
Маньчжоу-го, навпаки, залишалася маріонетковою державою під час Другої світової війни.
- Азад Хінд
- Бірманська держава
- Камбоджа (9 березня 1945 — 16 жовтня 1945)
- Китай (Східний Хебейський автономний уряд, Уряд Великого шляху[en], Автономний уряд Північного Цзінь[en], Тимчасовий уряд Республіки Китай, Режим Ван Цзінвея[en])[12]
- Чосон (після китайсько-японської війни)[13]
- Корейська імперія[14][15]
- Королівство Лаос
  - Держава Лаос[en] (1945)
- Маньчжоу-Го
- Менцзян
- Друга філіппінська республіка
- Рюкю (сучасна префектура Окінава)
- Таїланд (1942–1945)
- В'єтнамська імперія

### Радянський Союз
Радянські клієнтські держави включали більшість країн Варшавського договору, на політику яких значною мірою впливали радянська військова та економічна допомога. Також радянськими маріонетковими державами третього світу були такі країни, як Куба після кубинської революції, Корейська Народно-Демократична Республіка, Народна Республіка Ангола, Народна Республіка Мозамбік, Демократична Республіка Афганістан і Демократична Республіка В'єтнам (Північний В'єтнам) 

У межах самого Радянського Союзу, УРСР і Білоруська РСР мала місце в ООН, але фактично була власне радянською територією.